# Werner Müller (Politiker, 1959)
Werner Müller (* 1959) ist ein Schweizer Politiker (Die Mitte, vormals CVP) und seit 2014 Mitglied im Grossen Rat des Kantons Aargau.

## Biografie
Müller gehört seit 1998 dem Gemeinderat von Wittnau und bekleidet dort seit 2010 das Amt des Gemeindeammann. Am 7. Januar 2014 rückte er für Heidi Birrer, die am 3. Dezember 2013 von ihrem Mandat zurückgetreten war, in den Grossen Rat des Kantons Aargau nach.
Müller ist verheiratet und hat drei Kinder.